# 에데르 리마
에데르 리마 두스 산투스(포르투갈어: Éder Lima dos Santos, 1987년 9월 11일 ~ )는 브라질의 축구 선수로, 포지션은 센터백과 풀백을 소화한다. 통상 에데르 리마라고 불리는 그는 2022년 현재 캄페오나투 브라질레이루 세리이 B의 삼파이우 코헤아 FC에서 활약하고 있다.